# Xã Newtonia, Quận Newton, Missouri
Xã Newtonia (tiếng Anh: Newtonia Township) là một xã thuộc quận Newton, tiểu bang Missouri, Hoa Kỳ. Năm 2010, dân số của xã này là 788 người.